# Васильева, Нина Александровна
Нина Александровна Васильева (Семенкова, 26 января 1925 — ?) — стерженщица литейного цеха Московского автозавода имени И. В. Сталина. Участница стахановского движения. Лауреат Сталинской премии (1950).

## Биография
Нина Васильева родилась 26 января 1925 года в деревне Алешкино (ныне Чухломский район Костромской области) в крестьянской семье. В 1941 году окончила школу-семилетку. В 1943 году переехала в Москву и устроилась стерженщицей на Московский автозавод имени И. В. Сталина. Её наставницами на заводе были Ольга Карпешина, Клавдия Емельянова-Щукина и Александра Белова. Мастерству стерженщицы она училась на курсах и в кружках. В 1944 году вступила в комсомол.
В 1948 году Нина Васильева занялась усовершенствованием производственного процесса: сократила время на отдельные операции, изменила маршрут движений изделия, по-другому стала укладывать сушильные плиты и устанавливать стержни в сушильном конвейере. Благодаря этому за смену стала изготавливать 1100 стержней для форм корпуса карбюратора вместо 228. Через некоторое время увеличила свои показатели до 1500 изделий. Другие рабочие бригады также подключились к стахановскому движению, в результате чего общая выработка составила 180 % от нормы. В 1950 году она была удостоена Сталинской премии — «за широкое внедрение в производство новых стахановских методов труда». Награждена двумя орденами Ленина и медалями. В 1950 году опубликовала книгу «Так рождается успех», в которой написала о методах стахановской работы и трудовых достижениях бригады.
Была делегатом XI съезда ВЛКСМ и X съезда профсоюзов. В 1950 году избиралась делегатом Второй Всесоюзной конференции сторонников мира. В 1951 году вступила в КПСС. Была депутатом Пролетарского районного совета. В 1980 году вышла на пенсию.

## В искусстве
В 1949 году скульптор Лаврова изготовила скульптурный портрет Нины Васильевой, который экспонировался в Третьяковской галерее.

## Сочинения
- Так рождается успех. — М.: Московский рабочий, 1950.
- Слово о родном заводе // Нас вырастил Сталин: рассказы лауреатов Сталинских премий. — Профиздат, 1950.